# Tongue Rock
Tongue Rock är en kulle i Antarktis. Den ligger i Östantarktis. Australien gör anspråk på området. Toppen på Tongue Rock är 12 meter över havet.
Terrängen runt Tongue Rock är kuperad åt sydväst, men österut är den platt. Havet är nära Tongue Rock åt nordost. Trakten är obefolkad. Det finns inga samhällen i närheten. 